# Brigitte Karner

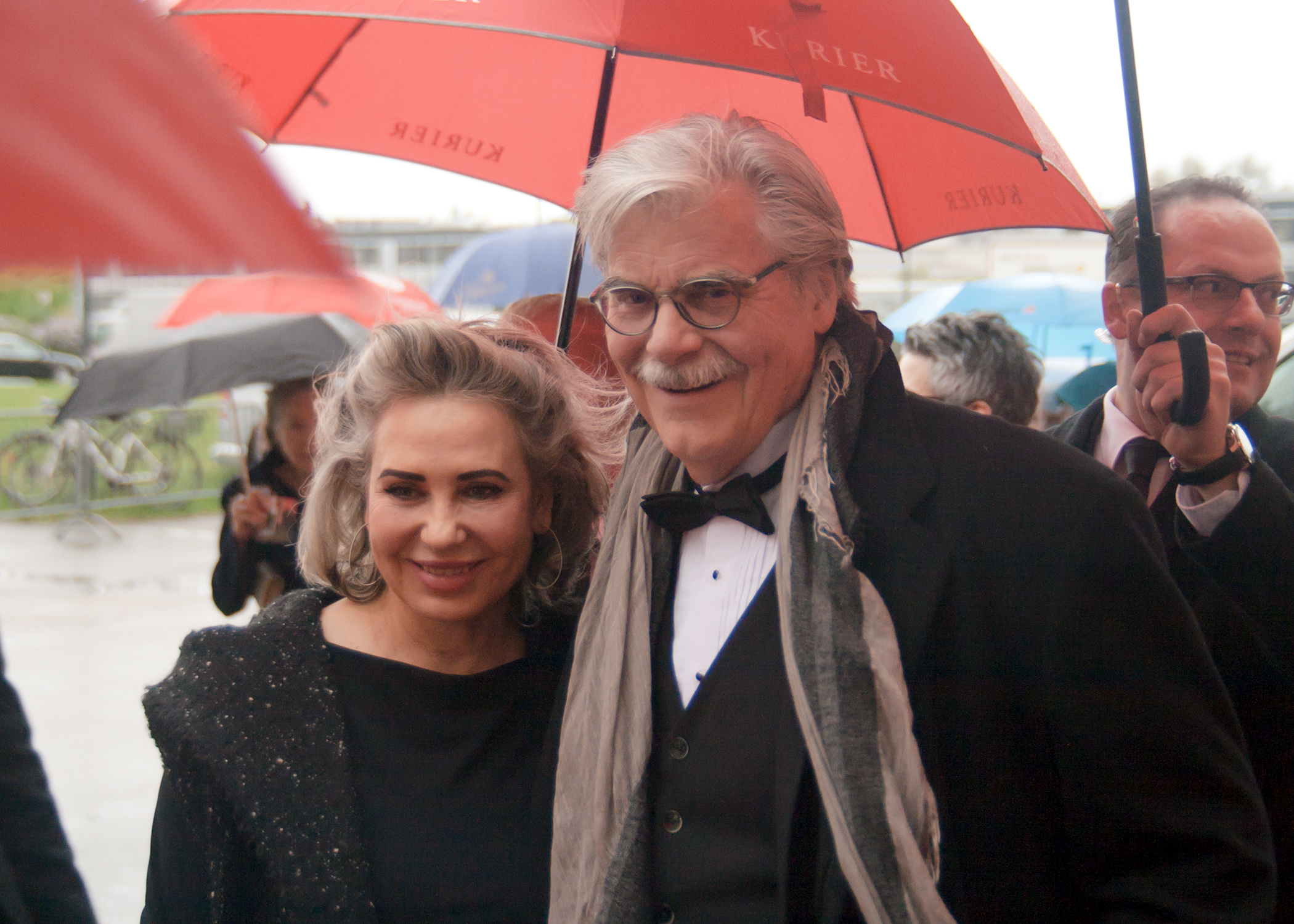
Brigitte Karner und Peter Simonischek (2017)

Brigitte Karner (* 12. Dezember 1957 in Völkermarkt, Kärnten) ist eine österreichische Schauspielerin.

## Leben
Brigitte Karner wurde in Völkermarkt, Kärnten, geboren. Ihre Eltern betrieben einen Tabakladen.
Da Karners Eltern auf eine solide Ausbildung bestanden, lernte sie zunächst Erzieherin. Es folgte ein zweijähriges Musikstudium in Salzburg. Karner absolvierte dann ihre Schauspielausbildung an der Schauspielakademie Zürich.  Es folgten Theater-Engagements in der Schweiz, in Österreich und in Deutschland. Seit Anfang der 1980er Jahre übernahm sie auch zahlreiche Rollen in Film und Fernsehen. Unter anderem wirkte sie in der 13-teiligen englisch-amerikanischen Serie Game, Set and Match (1988), dem Fernsehmehrteiler Der große Bellheim (1993) und dem Liebesdrama Utta Danella – Prager Geheimnis (2012) mit.
2003 war sie für ihre Darstellung der Gina in Die Wildente, einer Koproduktion des Theater in der Josefstadt und des Stadttheaters Klagenfurt, in der Kategorie „Beste Nebenrolle“ für den Nestroy-Theaterpreis nominiert.
Von 1989 bis zu dessen Tod 2023 war Brigitte Karner mit dem Schauspieler Peter Simonischek verheiratet. Aus der Ehe gingen zwei Söhne hervor, der Regisseur Benedikt Simonischek und der Schauspieler Kaspar Simonischek.

## Filmografie (Auswahl)
- 1982: Das zweite Gesicht
- 1983: Danni
- 1984: Die Platzanweiserin
- 1985: Kaiser und eine Nacht
- 1986: Lenz oder die Freiheit
- 1986: Ein Fall für zwei – Erben und Sterben (Fernsehserie)
- 1988: Game, Set and Match (Fernsehserie)
- 1988: Tatort – Einzelhaft (Fernsehreihe)
- 1989: Fabrik der Offiziere (Fernseh-Miniserie)
- 1989: Ein Fall für zwei – Seitensprung (Fernsehserie)
- 1990: Derrick (TV-Serie, Folge 184)
- 1990: Regina auf den Stufen (Fernsehserie)
- 1993: Donauprinzessin (Fernsehserie)
- 1993: Der große Bellheim (Fernsehmehrteiler)
- 1995: Tatort – Die Kampagne
- 1996: Mensch, Pia! (Fernsehserie)
- 1996: Tatort – Tod im Jaguar
- 1997: Tatort – Bluthunde
- 2000: Traumschiff 2000 – Bali (Fernsehreihe)
- 2000: Models
- 2001: Spiel im Morgengrauen
- 2002: Die Zeit mit dir
- 2006: Der Alte – Folge 312: Tod eines Mandanten
- 2008: Mozart in China
- 2010: Tatort – Am Ende des Tages
- 2012: Utta Danella – Prager Geheimnis (Fernsehfilm)
- 2013: Engel der Gerechtigkeit – Ärztepfusch (Fernsehreihe)
- 2014: SOKO Stuttgart – Seemannstod (Fernsehserie)
- 2015: Der Alte – Alpenglühen (Fernsehserie)
- 2016: Bergfried (Fernsehfilm)
- 2017: In aller Freundschaft – Die jungen Ärzte (Fernsehserie, 2 Folgen)
- 2020: Um Himmels Willen – Loslassen (Fernsehserie)
- 2021: Inga Lindström: Das Haus der 1000 Sterne (Fernsehreihe)
- 2021: Vienna Blood – Die schwarze Feder (Fernsehreihe)
- 2022: Alma und Oskar
- 2024: Un/Dressed

## Hörspiele (Auswahl)
- 2022: Thomas Bernhard: Der Theatermacher – Bearbeitung und Regie: Leonhard Koppelmann – Hörspielbearbeitung – ORF/Ö1 mit Peter Simonischek und Kaspar Simonischek[5][6]

## Publikationen
- Bevor das erste Wort gesprochen ist: Souveräne Körpersprache kommt von innen, Ueberreuter-Verlag, Wien 2019, ISBN 978-3-8000-7721-2
- Mein Leben ohne ihn, edition a, Wien 2024, ISBN 978-3-99001-788-3

## Auszeichnungen
- 2022 ORF Hörspielpreise: Schauspielerin des Jahres[7]